# یژوژانه (استان لوبلین)
یژوژانه (به لاتین: Jeziorzany) یک روستا در لهستان است که در گمینا یژوژانه واقع شده‌است. یژوژانه ۷۸۰ نفر جمعیت دارد.